# Estação Poblado
A Estação Poblado é uma das estações do Metrô de Medellín, situada em Medellín, entre a Estação Industriales e a Estação Aguacatala. Administrada pela Empresa de Transporte Masivo del Valle de Aburrá Limitada (ETMVA), faz parte da Linha A.
Foi inaugurada em 30 de novembro de 1995. Localizada no cruzamento da Autopista Regional com a Rua 10, a estação situa-se em uma das margens do Rio Medellín. Atende o bairro Patio Bonito, situado na comuna de El Poblado.
A estação recebeu esse nome por estar situada na Comuna n.° 14 El Poblado, uma das 16 comunas da cidade de Medellín. El Poblado é a comuna mais grande de Medellín e também é a que possui menor densidade populacional.

## Localização
A estação, adjacente ao Politécnico Jaime Isaza Cadavid, se encontra nas imediações da Calle 10, uma via que atravessa a cidade de Medellín de leste a oeste, comunicando El Poblado a Guayabal e ao Aeroporto Olaya Herrera.